# Heraclides thoas
Heraclides thoas (denominada popularmente, em inglês, de Thoas Swallowtail ou King Swallowtail e, em português, no Brasil, de Caixão-de-defunto) é uma borboleta neotropical da família Papilionidae e subfamília Papilioninae, encontrada do sul dos Estados Unidos (no Texas) e do México ao Paraguai, Uruguai e Argentina. Foi classificada por Carolus Linnaeus, com a denominação de Papilio thoas, em 1771. Suas lagartas se alimentam de diversas espécies e gêneros de plantas das famílias Rutaceae e Piperaceae (incluindo gêneros Citrus e Piper).

## Descrição
Esta espécie possui asas com envergadura máxima de 12 a 14 centímetros e sem grande dimorfismo sexual, com a fêmea um pouco maior que o macho. Possui, vista por cima, tom geral castanho enegrecido com fileiras de manchas amareladas características nas asas anteriores e posteriores, podendo ser confundida com duas outras espécies pelo não-especialista: Heraclides cresphontes e Heraclides rumiko, ambas nativas do sul dos Estados Unidos até a Colômbia e Venezuela. Ocelos de margem superior vermelha podem ser vistos na região interna das asas posteriores, próximos ao abdome do inseto. Ambos os sexos possuem um par de caudas em forma de longas espátulas, com manchas amarelas centrais, na metade inferior das asas posteriores. O lado de baixo difere por ser predominantemente em amarelo, mais ou menos pálido, com manchas em forma de lúnulas vermelhas e azuladas na metade central das asas posteriores.

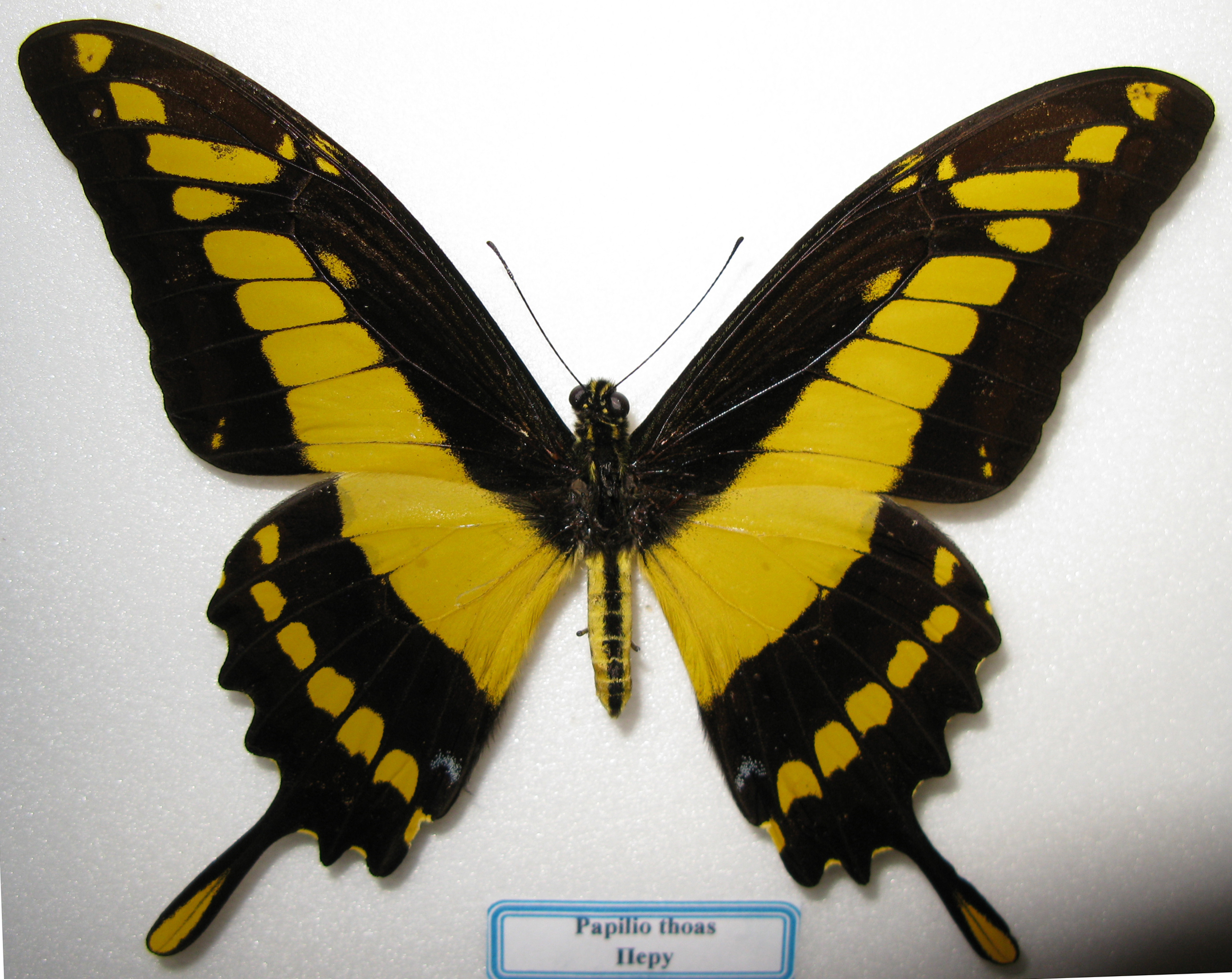
Vista superior de H. thoas, em museu.

## Hábitos
As borboletas são avistadas visitando flores, das quais se alimentam do néctar, mostrando uma preferência particular por Lantana, por Asclepias ou Ixora. Voam rápido e desordenado, chegando às vezes a grandes alturas e podendo ser encontradas durante o ano todo em diversos habitats, comumente em ambiente antrópico como em cidades, onde são encontrados parques, praças e jardins em altitudes entre zero e 1.200 metros. Os machos são vistos frequentemente em praias de rios ou em faixas úmidas do solo, onde possam sugar substâncias minerais. Às vezes eles são vistos individualmente, mas é mais frequente avistá-los em um pequeno grupo com outras espécies de borboletas.

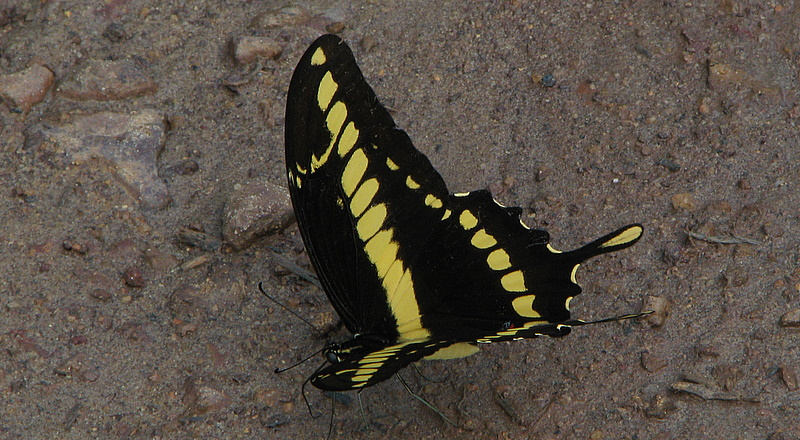
H. thoas, subespécie brasiliensis, retirando substâncias minerais do solo.

## Planta-alimento, lagarta e crisálida
Heraclides thoas se alimenta de diversas espécies e gêneros de plantas das famílias Rutaceae e Piperaceae, em sua fase larval: Citrus aurantifolia, Citrus limon, Citrus reticulata, Citrus sinensis (gênero Citrus), Esenbeckia pumila (gênero Esenbeckia), Monnieria trifolia (gênero Monnieria), Ruta graveolens (gênero Ruta), Zanthoxylum fagara, Zanthoxylum martinicense, Zanthoxylum rhoifolium (gênero Zanthoxylum), Piper aduncum, Piper belemense, Piper peltatum, Piper umbellatum (gênero Piper) e gênero Ptelea. Suas lagartas são pardo-azeitonadas, com manchas mais claras, assemelhando-se a excrementos de pássaros e colocando para fora um órgão amarelado com odor desagradável, em forma de "Y", na região frontal, quando incomodadas. Sua desfesa utiliza ácido isobutírico. A crisálida é castanha, com sua camuflagem imitando um galho seco. Ela fica suspensa para cima, por um par de fios.

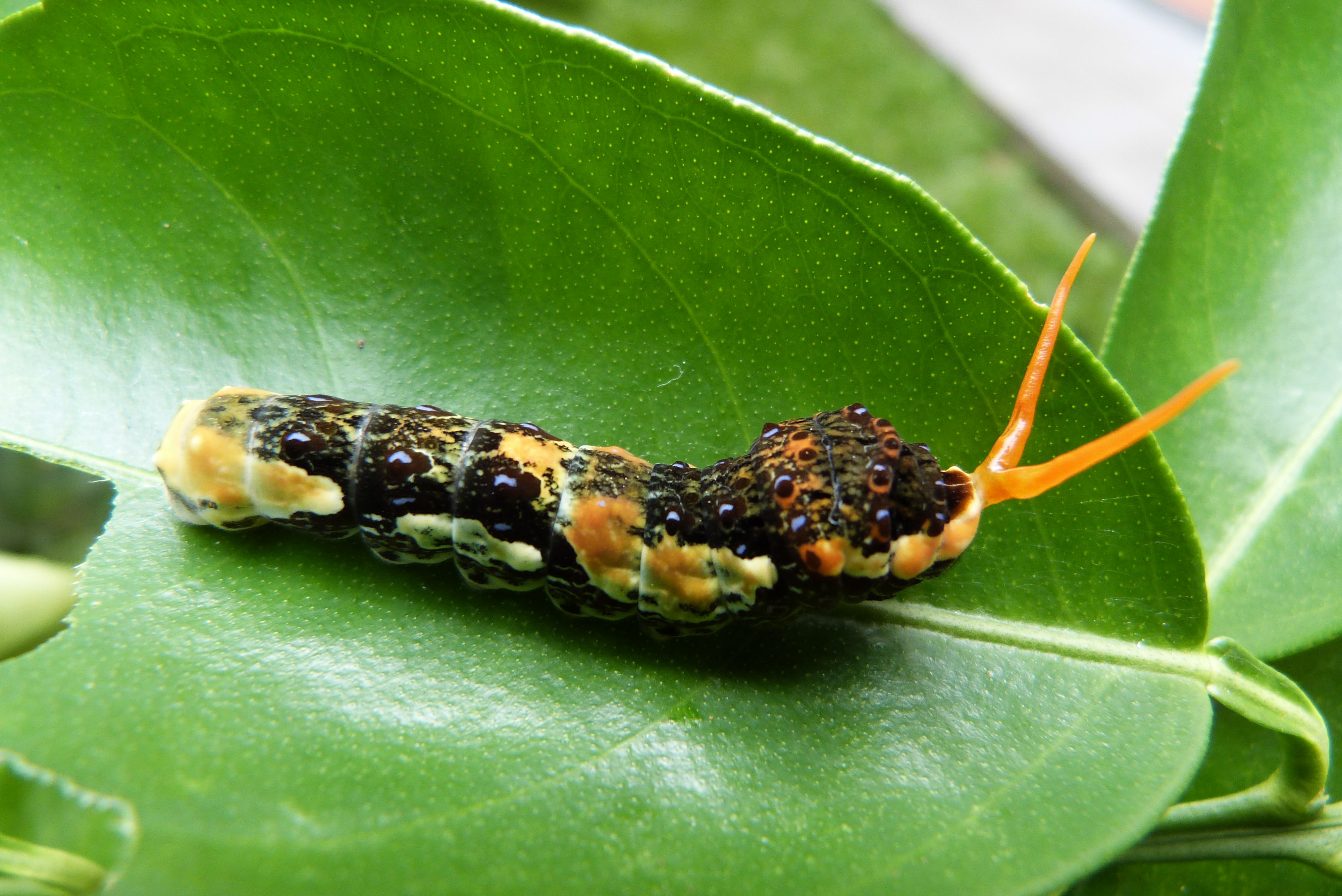
Lagarta de H. thoas ssp. thoas, com seu órgão em forma de Y exposto.

## Subespécies
H. thoas possui sete subespécies:
- Heraclides thoas thoas - Descrita por Linnaeus em 1771. Nativa das Guianas e Brasil (Pará).
- Heraclides thoas cinyras - Descrita por Ménétriés em 1857. Nativa do Brasil (Amazonas), Equador, Peru e Bolívia.
- Heraclides thoas oviedo - Descrita por Gundlach em 1866. Nativa de Cuba.
- Heraclides thoas thoantiades - Descrita por Burmeister em 1878. Nativa da Argentina e Uruguai.
- Heraclides thoas autocles - Descrita por Rothschild & Jordan em 1906. Nativa dos Estados Unidos, México e Nicarágua.[9][14]
- Heraclides thoas neacles - Descrita por Rothschild & Jordan em 1906. Nativa da Nicarágua, Trinidad, Colômbia e Equador.[8]
- Heraclides thoas brasiliensis - Descrita por Rothschild & Jordan em 1906. Nativa da região Sudeste, Centro-Oeste e Sul do Brasil, Uruguai e Paraguai.[4][15]

Em artigo de 2014, Kojiro Shiraiwa, Qian Cong e Nick V. Grishin, sugerem a separação da subespécie cubana em Heraclides oviedo (Gundlach, 1866).

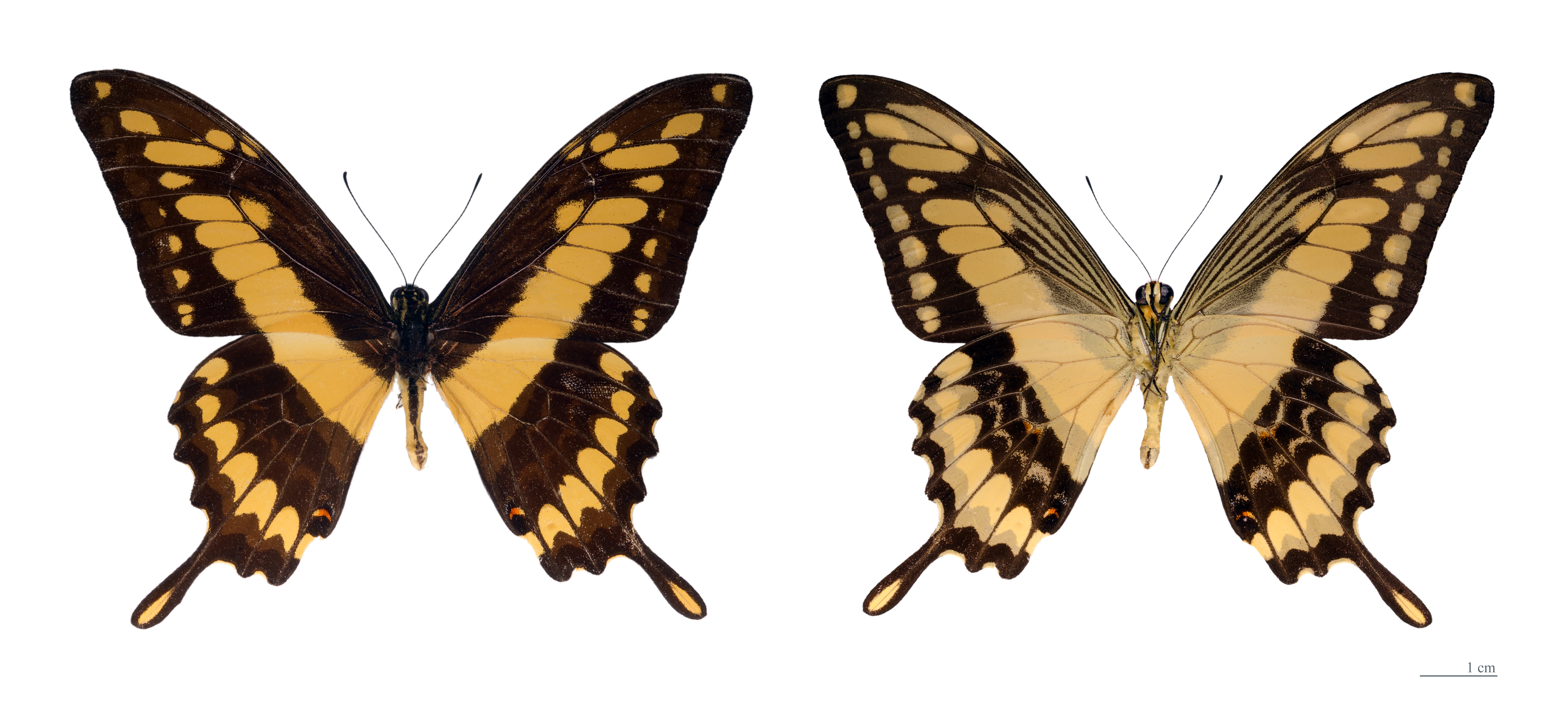
Vista superior (esquerda) e inferior (direita) de H. thoas ssp. thoas.